# Stargate

Lo Stargate nell'Area 52 sotto il Mount Cheyenne

Stargate è un franchise i cui diritti sono di proprietà della Metro-Goldwyn-Mayer; esso comprende il film originale Stargate, le serie televisive Stargate SG-1, Stargate Atlantis e Stargate Universe, la serie animata Stargate Infinity e tutti gli altri prodotti derivati.
Il franchise ruota intorno allo Stargate, un dispositivo immaginario in grado di collegare in maniera quasi istantanea due diversi punti dello spazio-tempo.

## Storia

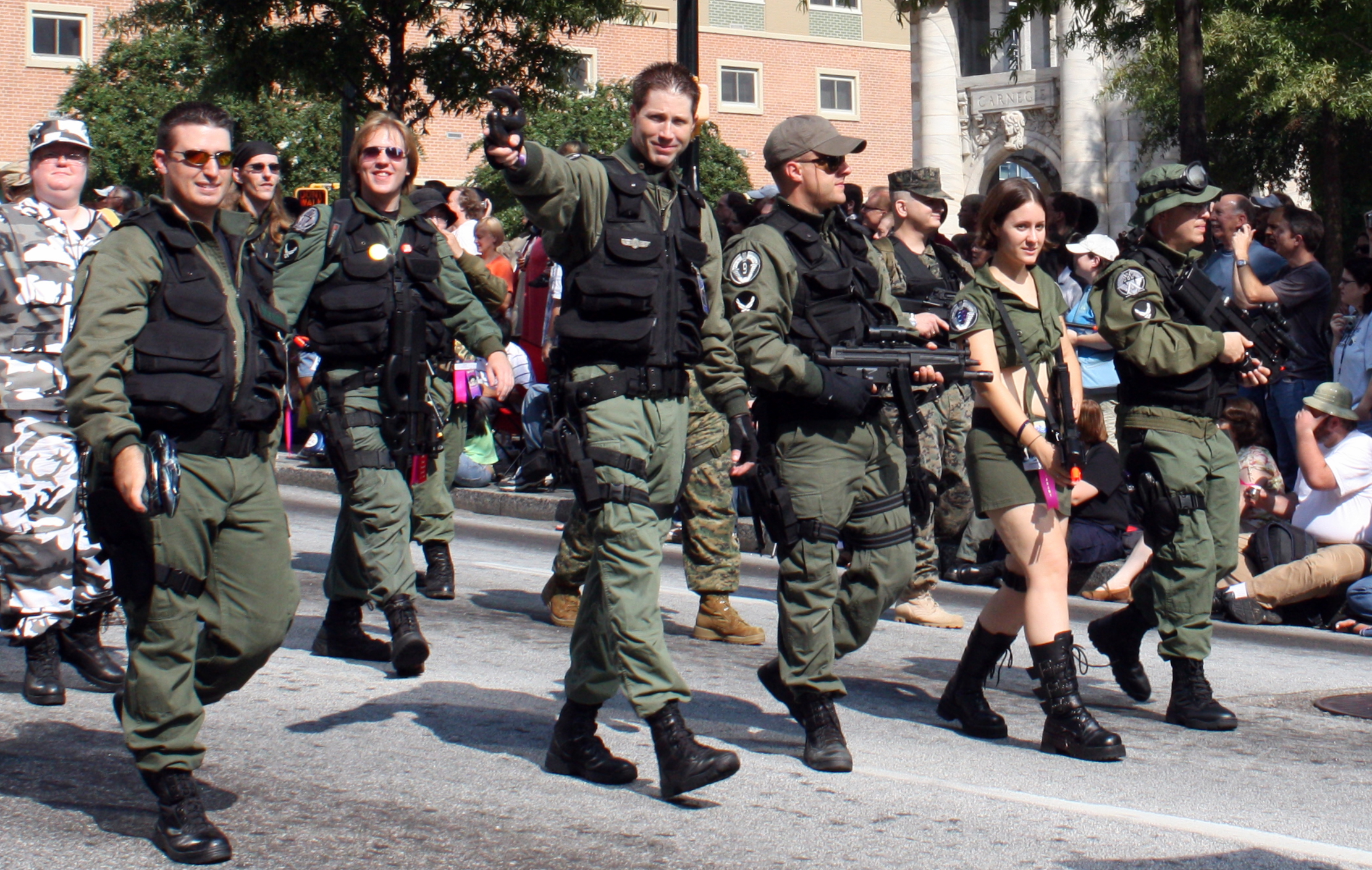
Alcuni fan di Stargate vestiti come militari al Dragon Con di Atlanta

Il franchise ha inizio con il film Stargate, che consacrò Roland Emmerich al ruolo di grande regista a livello mondiale. Inizialmente Emmerich e l'altro autore del film, Dean Devlin, avevano intenzione di produrre una trilogia di Stargate, ma il progetto fu abbandonato. Nel 1996 la Metro-Goldwyn-Mayer acquistò i diritti sul film e decise di produrre una serie tv basata sulla trama di Stargate: Stargate SG-1. Dato il successo riscosso da Stargate SG-1 sono state prodotte altre due serie: Stargate Atlantis e Stargate Universe, e anche una serie animata intitolata Stargate Infinity. Con la fine di SG-1 e Atlantis sono stati prodotti dei Direct-to-video per continuare la storia, per SG-1 Stargate: L'arca della verità e Stargate: Continuum, mentre per Atlantis non si è ancora concretizzato nulla. Con il successo dei telefilm, il "franchise Stargate" si è allargato in vari campi: giochi e videogiochi, parchi a tema, libri, fumetti, eccetera.
Secondo Mark Andrews del Vancouver Sun, Stargate è attualmente trasmesso in 100 nazioni, con un pubblico settimanale di 10 milioni di persone.  Ad ogni puntata partecipano più di 400 canadesi tra cast e addetti ai lavori e il costo medio di un episodio è di circa 2 milioni di dollari. Solo per Stargate SG-1 ci sono voluti, fino ad ora, 500 milioni di dollari per produrla, nel corso di 10 anni. Sono stati venduti più di 30 milioni di DVD di Stargate ed esistono 4 parchi di divertimento a tema Stargate, uno in Germania e tre negli USA. Stargate porta alle casse della British Columbia circa 60 milioni di dollari canadesi ogni anno.

## Filmografia

### Film

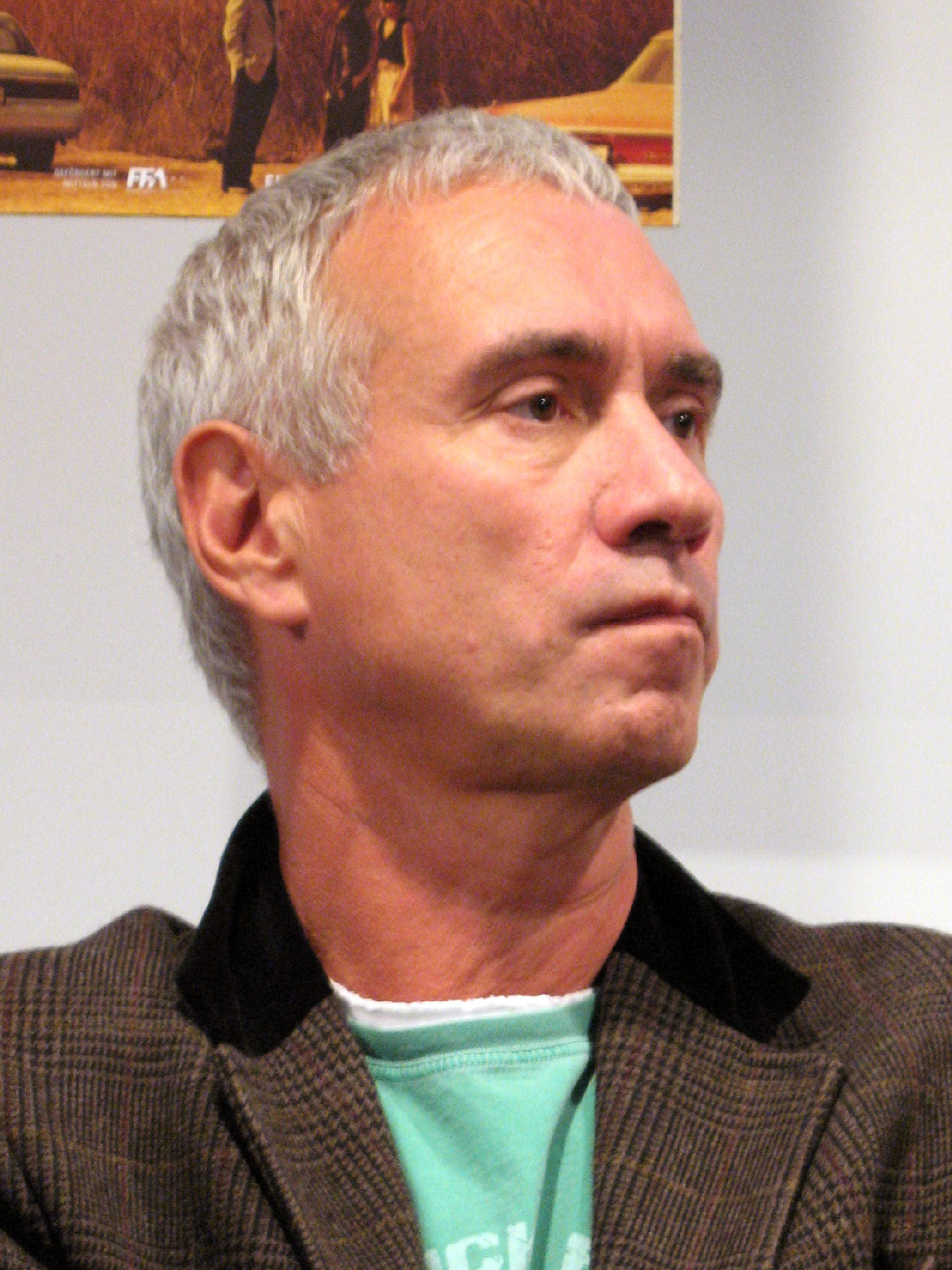
Roland Emmerich

Stargate, diretto e scritto da Roland Emmerich insieme a Dean Devlin, è uscito nel 1994 ed è sicuramente l'opera più famosa riguardante il mondo di Stargate, sia agli appassionati che non.
Cast importante con Kurt Russell nella parte del Colonnello Jack O'Neill e James Spader nel ruolo del Dr. Daniel Jackson; grazie ad una buona sceneggiatura e ad ottimi effetti speciali, il film riscosse successo e si aggiudicò un Saturn Award.
Nato come primo film di una trilogia, questa non fu realizzata, anche se i registi stavano già lavorando all'idea e Russell e Spader si dichiararono disponibili a girare i due sequel. Dean Devlin però non ha mai abbandonato l'idea di un sequel per Stargate e ha dichiarato che farà di tutto per realizzarlo.
Nel frattempo però i diritti furono acquistati nel 1996 dalla Metro-Goldwyn-Mayer per produrre una serie basata sul film: Stargate SG-1.

### Serie televisive
Stargate SG-1

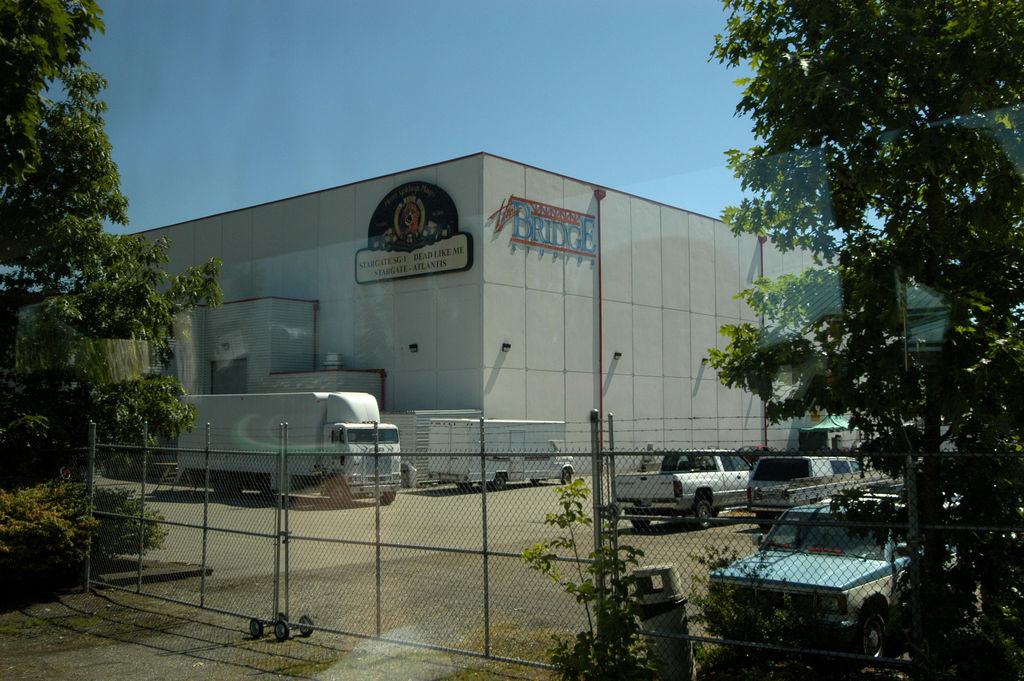
Bridge Studios

Nel 1996 la Metro-Goldwyn-Mayer acquista i diritti di Stargate e decide di produrre una serie tv sugli eventi posteriori di un anno a quelli del film; la serie sarà coprodotta da Brad Wright e Jonathan Glassner, di cui sono anche gli ideatori.
Ritornano i personaggi di Jack O'Neill e Daniel Jackson, interpretati stavolta però da Richard Dean Anderson e Michael Shanks; gli attori del cast fisso sono Amanda Tapping (Samantha Carter), Christopher Judge (Teal'C), Don S. Davis (Generale George Hammond) e Teryl Rothery (Dott. ssa Janet Fraiser). Nella sesta stagione Shanks si lamenta della scarsa importanza data al suo personaggio e abbandona la serie; al suo posto arriva Corin Nemec, che impersonerà il Kelowniano Jonas Quinn fino al ritorno di Shanks nella settima stagione. Dalla nona stagione giungono importanti novità: sia Richard Dean Anderson, desideroso di passare più tempo con la sua famiglia, sia Don S. Davis abbandonano la serie; comunque entrambi appariranno in alcuni episodi come guest star. Al loro posto arrivano Ben Browder (Colonnello Cameron Mitchell), Beau Bridges (Generale Hank Landry) e Claudia Black (Vala Mal Doran; nella nona stagione solo come personaggio regolare, dalla decima come parte del cast fisso). Inoltre viene scritturata Lexa Doig (Carolyn Lam), facente parte del cast semi-regolare.
Dopo la decima stagione, Sci-Fi Channel non rinnova il contratto e cancella lo show; la chiusura della serie ha scatenato le proteste di moltissimi fan, ma il preoccupante calo di ascolti e popolarità, iniziato già dall'inizio della nona stagione, ha convinto produttori e autori di dare una fine alla serie e concludere i capitoli ancora aperti. Dato che la trama della serie non è finita, la Metro-Goldwyn-Mayer opta per produrre un Direct-to-video per concludere la serie: Stargate: L'arca della verità.
Stargate Atlantis

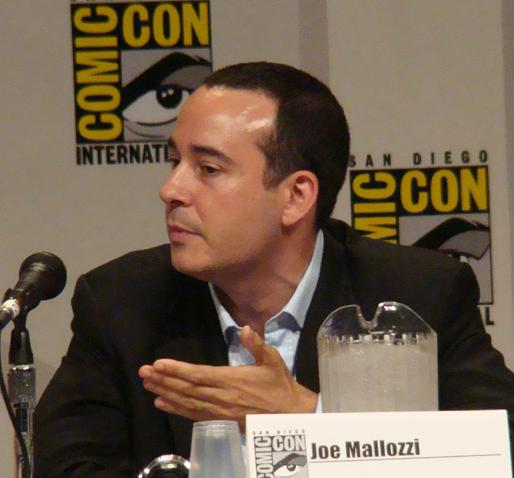
Joseph Mallozzi

Prodotto da Brad Wright e Robert C. Cooper, Stargate Atlantis nasce come spin-off di Stargate SG-1.
Atlantis debutta su Sci-Fi Channel il 16 luglio 2004 con un doppio episodio pilota con protagonisti Joe Flanigan (John Sheppard) e Torri Higginson (Elizabeth Weir). Gli altri attori facenti parte del cast fisso sono Rainbow Sun Francks (Aiden Ford), David Hewlett (Rodney McKay) e Rachel Luttrell (Teyla Emmagan). Nella seconda stagione di Atlantis, Paul McGillion (Carson Bekett) e Jason Momoa (Ronon Dex, che rimpiazza il personaggio di Francks) sono aggiunti al cast regolare. Alla fine della terza stagione, Higginson e McGillion sono rimossi dal cast regolare, ma appariranno come ospiti nella quarta stagione e quinta stagione. Nella quarta stagione arrivano Amanda Tapping e Jewel Staite. Al termine della quarta stagione la Tapping lascia la serie per concentrarsi sul suo nuovo show Sanctuary; la sostituisce Robert Picardo nel ruolo di Richard Woolsey.
A causa degli ascolti sempre più bassi e la scarsità di idee, Stargate Atlantis è stata cancellata dal palinstesto di Syfy, che però ha richiesto agli autori di girare un film in Direct-to-DVD, come è successo per Stargate SG-1, in modo da concludere degnamente la serie. Joseph Mallozzi e Paul Mullie, produttori esecutivi della serie, si sono detti entusiasti al progetto, a differenza dei fan, che hanno iniziato una protesta sul web.
Stargate Universe

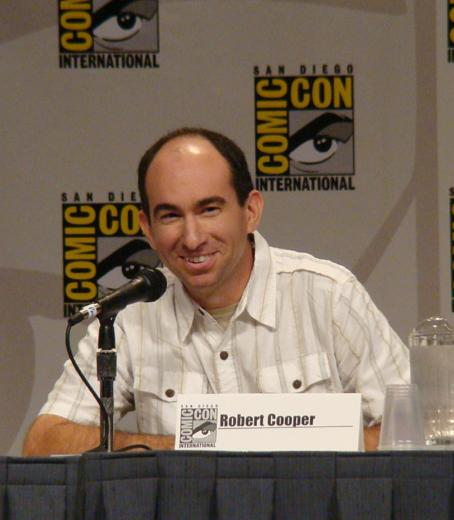
Robert C. Cooper

Prodotta dalla MGM, scritta da Brad Wright e Robert C. Cooper, di cui sono anche produttori esecutivi, Stargate Universe è stata la terza serie dell'universo Stargate Entrambi hanno inoltre dichiarato che Stargate Universe non è, a differenza di Stargate Atlantis, uno spin-off di Stargate SG-1, ma "un'identità separata.
Ufficialmente le riprese iniziarono il 4 febbraio 2009, mentre la data ufficiale per l'uscita della serie fu il 2 ottobre 2009 su Syfy.
Il cast fisso è composto da Louis Ferreira (nella parte di Everett Young), David Blue (Eli Wallace), Brian J. Smith (Matthew Scott), Jamil Walker Smith (Ronald Greer), Alaina Huffman (Tamara Johansen), Elyse Levesque (Chloe Armstrong), Ming-Na (Camile Wray) e Robert Carlyle (Dr. Nicholas Rush).
Il 2 dicembre 2010 Syfy annunciò la cancellazione della serie a causa della bassa audience, che si è così conclusa dopo appena due stagioni.
Stargate Infinity
Stargate Infinity è una serie animata spin-off di Stargate SG-1. Andò in onda dal 14 settembre 2002 al Giugno 2003 su FOX. Prodotta dalla MGM in collaborazione con DiC Entertainment, nessuno degli autori e produttori di SG-1 parteciparono alla creazione della serie che, secondo Brad Wright, non va considerata coerente con l'universo di Stargate. Lo show fu cancellato dopo una stagione per i suoi bassi ascolti.

## Opere

### Libri
Sono state scritte tre serie di romanzi sull'universo Stargate: una basata sul primo film Stargate scritta da Bill McCay e due su Stargate SG-1 e Stargate Atlantis, scritte da vari autori e pubblicate da ROC e Fandemonium Press. I libri scritti da Bill McCay sono stati pubblicati dal 1996 al 1999 e sono sequel non ufficiali del primo film; l'autore prese spunto dagli appunti fatti da Devlin ed Emmerich in un tentativo di prevedere come sarebbe proseguita la trama. Invece Stargate SG-1 ha seguito una linea temporale molto differente non provando neanche a riconciliare le due trame; questo ha segnato la prima maggiore divisione del franchise Stargate. In seguito, dal 1999 al 2001, la ROC pubblicò quattro romanzi basati su Stargate SG-1 scritti da Ashley McConnell. Nel 2004, la sede britannica della Fandemonium Press iniziò una nuova serie di romanzi basati su Stargate SG-1. Dato che la ROC aveva la priorità sulla distribuzione negli Stati Uniti, i racconti della Fandemonium furono distribuiti in vari paesi anglosassoni, ma non negli Stati Uniti fino al 2006. Stargate Magazine, la rivista ufficiale di Stargate, prodotta dalla Titan Publishing, iniziò pubblicando piccoli racconti scritti dagli autori della Fandemonium nella loro ottava pubblicazione. Le storie si alternano tra Stargate SG-1 e Stargate Atlantis.
Mentre il filone narrativo di McCay non fa parte del canone di Stargate, i romanzi della ROC e della Fandemonium vengono letti uno ad uno dalla MGM che dà la sua approvazione appurandone la canonicità.

#### Canonici

##### Filone narrativo della ROC
| Titolo               | Autore           | Data di pubblicazione |
| -------------------- | ---------------- | --------------------- |
| Stargate SG-1        | Ashley McConnell | ottobre 1998          |
| The price you pay    | Ashley McConnell | luglio 1999           |
| The first amendament | Ashley McConnell | febbraio 2000         |
| The morpheus factor  | Ashley McConnell | febbraio 2001         |

##### Filone narrativo della Fandemonium

###### Stargate SG-1
| Titolo                      | Autore                         | Data di pubblicazione |
| --------------------------- | ------------------------------ | --------------------- |
| Trial by fire               | Sabine C. Bauer                | luglio 2004           |
| Sacrifice moon              | Julie Fortune                  | settembre 2004        |
| A matter of honor           | Sally Malcolm                  | novembre 2004         |
| City of Gods                | Sonny Whitelaw                 | aprile 2005           |
| The cost of honor           | Sally Malcolm                  | agosto 2005           |
| Siren song                  | Holly Scott Jiamie Duncan      | febbraio 2006         |
| Survival of the fittest     | Sabine C. Bauer                | luglio 2006           |
| Alliances                   | Karen Miller                   | ottobre 2006          |
| Roswell                     | Sonny Whitelaw Jennifer Fallon | luglio 2007           |
| Relativity                  | James Swallow                  | ottobre 2007          |
| The Barque of Heaven        | Suzanne Wood                   | gennaio 2008          |
| Do No Harm                  | Karen Miller                   | giugno 2008           |
| Hydra                       | Holly Scott Jaimie Duncan      | dicembre 2008         |
| Valhalla                    | Tim Waggoner                   | novembre 2009         |
| The Power Behind The Throne | Steven Savile                  | Maggio 2010           |
| Four Dragons                | Diana Botsford                 | Giugno 2010           |

###### Stargate Atlantis
| Titolo                | Autore                               | Data di pubblicazione |
| --------------------- | ------------------------------------ | --------------------- |
| Rising                | Sally Malcolm                        | dicembre 2005         |
| Reliquary             | Martha Wells                         | marzo 2005            |
| The Chosen            | Sonny Whitelaw Elizabeth Christensen | aprile 2006           |
| Halcyon               | James Swallow                        | agosto 2006           |
| Exogenesis            | Sonny Whitelaw Elizabeth Christensen | dicembre 2006         |
| Entanglement          | Martha Wells                         | aprile 2007           |
| Casualties of war     | Elizabeth Christensen                | settembre 2007        |
| Blood ties            | Sonny Whitelaw Elizabeth Christensen | dicembre 2007         |
| Mirror mirror         | Sabine C. Bauer                      | agosto 2008           |
| Angelus               | Peter J. Evans                       | gennaio 2009          |
| Nightfall             | James Swallow                        | febbraio 2009         |
| 'Angelus'             | Peter J. Evans                       | marzo 2009            |
| The Internal Darkness | Kevin Hosey                          | agosto 2009           |
| Dead End              | Chris Wraight                        | settembre 2009        |
| Brimstone             | David Niall Wilson                   | dicembre 2009         |
| Hunt And Run          | Aaron Rosenberg                      | Aprile 2010           |
| Death Game            | Jo Graham                            | Luglio 2010           |

#### Non canonici: filone narrativo di Bill McCay
| Titolo         | Data di pubblicazione |
| -------------- | --------------------- |
| Stargate       | dicembre 1994         |
| Rebellion      | ottobre 1995          |
| Rataliation    | settembre 1996        |
| Retribution    | ottobre 1997          |
| Reconnaissance | maggio 1998           |
| Resistance     | ottobre 1999          |

### Fumetti
Inizialmente i primi fumetti erano dei tie-in del film Stargate, poi la serie continuò con nuovi episodi inediti sequel del film seguendo in parte anche le opere di Bill McCay.
Dal 2003 si iniziò a pubblicare fumetti basati sulle due serie Stargate SG-1 e Stargate Atlantis.
Non è stato chiarito se i fumetti possono essere considerati parte del canone Stargate, ma sicuramente la prima serie, che segue una linea temporale diversa da Stargate SG-1, non potrebbe esserlo.

#### Lista dei fumetti basati sul film Stargate
| Titolo              | Data di pubblicazione |
| ------------------- | --------------------- |
| Stargate #1         | luglio 1996           |
| Stargate #2         | agosto 1996           |
| Stargate #3         | settembre 1996        |
| Stargate #4         | ottobre 1996          |
| Doomsday World #1   | novembre 1996         |
| Doomsday World #2   | dicembre 1996         |
| Doomsday World #3   | gennaio 1997          |
| One Nation Under Ra | aprile 1997           |
| Rebellion #1        | aprile 1997           |
| Rebellion #2        | maggio 1997           |
| Underworld          | maggio 1997           |
| Rebellion #3        | giugno 1997           |

#### Lista di fumetti basati su Stargate SG-1
| Titolo                      | Data di pubblicazione |
| --------------------------- | --------------------- |
| Free Comic Book Day Preview | maggio 2003           |
| Convention Special 2003     | agosto 2003           |
| P.O.W. #1                   | febbraio 2004         |
| P.O.W. #2                   | marzo 2004            |
| P.O.W. #3                   | aprile 2004           |
| Convention Special 2004     | maggio 2004           |
| Fall of Rome Preview        | luglio 2004           |
| Fall of Rome #1             | agosto 2004           |
| Fall of Rome #2             | settembre 2004        |
| Fall of Rome #3             | ottobre 2004          |
| Aris Boch                   | ottobre 2004          |
| Convention Special 2005     | 2005                  |
| Daniel'song                 | agosto 2005           |
| Ra Reborn Preview           |                       |

#### Lista di fumetti basati su Stargate Atlantis
| Titolo                    | Data di pubblicazione |
| ------------------------- | --------------------- |
| Stargate Atlantis Preview |                       |
| Wraithfall #1             | agosto 2006           |
| Wraithfall #2             |                       |
| Wraithfall #3             | dicembre 2006         |

### Audiolibri
Nel febbraio 2008 la Big Finish Productions annuncia che intende realizzare degli audiolibri coerenti all'universo Stargate con i membri del cast di Stargate SG-1 e Stargate Atlantis, che prestano la loro voce per raccontare episodi inediti. Le prime due storie, disponibili su CD e da download su internet, furono Gift of the Gods, letta da Michael Shanks, e A Necessary Evil, letta da Torri Higginson. Fino ad oggi sono state pubblicate due stagioni di audiolibri. Gli audiolibri hanno tutti una durata di circa settanta minuti.

#### Elenco degli audiolibri della Big Finish Productions
| Titolo                    | Autore           | Data di pubblicazione       | Narrato da                     |
| ------------------------- | ---------------- | --------------------------- | ------------------------------ |
| Gift of the Gods          | Sally Malcolm    | aprile 2008                 | Michael Shanks John Schwab     |
| A Necessary Evil          | Sharon Gosling   | maggio 2008                 | Torri Higginson Timothy Watson |
| Shell Game                | James Swallow    | giugno 2008                 | Claudia Black Michael Shanks   |
| Perchance to Dream        | Sally Malcolm    | luglio 2008                 | Paul McGillion                 |
| Savarna                   | Sally Malcolm    | agosto 2008                 | Teryl Rothery Toby Longworth   |
| Zero Point                | James Swallow    | settembre 2008              | David Nykl                     |
| First Prime               | James Swallow    | maggio 2009                 | Christopher Judge Noel Clarke  |
| Impressions               | Scott Andrews    | giugno 2009                 | Kavan Smith                    |
| Pathogen                  | Sharon Gosling   | luglio 2009 (Annunciato)    | Teryl Rothery                  |
| The Kindness of Strangers | Sharon Gosling   | agosto 2009 (Annunciato)    | Paul McGillion Neil Roberts    |
| Lines of Communication    | Luke Mansell     | settembre 2009 (Annunciato) | Gary Jones                     |
| Meltdown                  | David A. McIntee | ottobre 2009 (Annunciato)   | -                              |

## Giochi
- Stargate SG-1: The Alliance è stato un progetto per un videogioco sparatutto in prima persona basato su Stargate SG-1, la cui distribuzione doveva avvenire nel 2005, prima del suo definitivo annullamento. Si sarebbe dovuto servire del motore grafico di Unreal Tournament 2004 e la trama era stata basata sugli eventi delle stagioni di SG-1.
- Stargate Command Online, è un gioco di ruolo online del tipo "play by chat" ambientato nell'universo di Stargate. Creato nel 2008 e attualmente ancora online da 10 anni. Sito internet: http://www.sgconline.it
- Stargate Worlds è stato un progetto per un videogioco MMORPG sviluppato dalla Cheyenne Mountain Entertainment. Sviluppato a partire dal 2006,[17] il gioco è entrato in fase di closed beta nell'autunno 2008, prima di essere cancellato nel gennaio 2011.
- Stargate TCG, il gioco di carte collezionabili di Stargate è stato distribuito nel maggio 2007. È disponibile sia online che in carte vere e proprie. Disegnato dalla Sony Online Entertainment-che ha inoltre diretto la versione online del gioco-e pubblicato dalla Comic Images.
- Un gioco di ruolo di Stargate era stato prodotto dalla Alderac Entertainment. È considerato coerente all'universo Stargate, sia dalla Alderac che dalla MGM. Comunque, quando Sony guidò un gruppo di azionisti all'acquisto della MGM, essi persero la licenza per produrre giochi di ruolo di Stargate; la licenza è tuttora inassegnata.
- La Acclaim Entertainment ha pubblicato due videogiochi basati sul primo film di Stargate: uno per Super Nintendo Entertainment System (SNES) e Sega Genesis, un altro per Sega Game Gear e Nintendo Game Boy.
- La Gottlieb ha prodotto un flipper basato sul film Stargate[18].

## Progetti futuri

### Sequel cinematografici

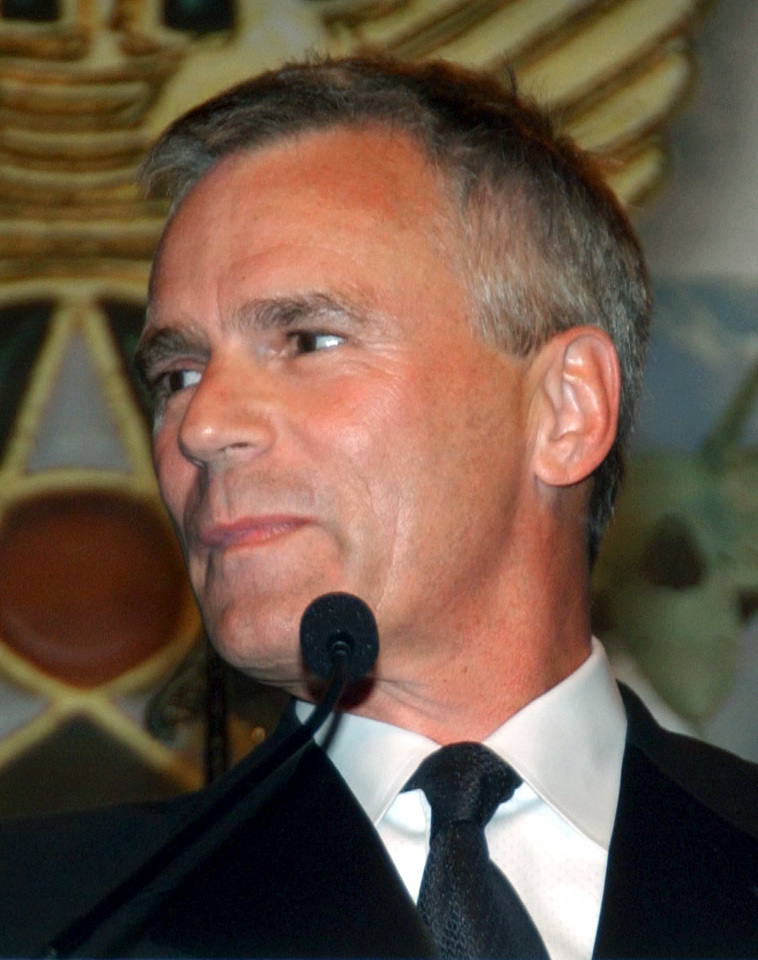
Richard Dean Anderson, già protagonista di Stargate SG-1, sarebbe stato il protagonista anche del terzo film tratto dalla serie

Già dall'uscita del film Stargate si parlava di una trilogia con sempre protagonisti Kurt Russel e James Spader. Erano, e continuano ad essere, molto più che voci di corridoio. Più volte Emmerich e Devlin hanno dichiarato che il progetto iniziale era una saga di tre film e che Russel e Spader si sono sempre dichiarati interessati al progetto. Dean Devlin ha sempre ribadito che non ha intenzione di abbandonare il progetto; il suo scopo è di togliere i diritti su Stargate alla MGM e produrre i due sequel del film del 1994, concetto ribadito in un'intervista nel 2006 al sito web "Gateworld". L'intenzione di Devlin è di occuparsi nel secondo film di un'altra mitologia e nel terzo di tutte le mitologie. Nel 2002 il produttore Brad Wright dichiarò sull'argomento: "Devlin può desiderare di fare un sequel di Stargate quanto gli pare. La Metro-Goldwyn-Mayer possiede i diritti di Stargate e dubito fortemente che gli chiederanno di attuare questo progetto. Lui lo sa benissimo". Il progetto sarà quindi difficilmente attuabile.
Alla fine di maggio 2014 la MGM e la Warner Bros. hanno annunciato la realizzazione di una nuova trilogia di film, che sarà diretta da Roland Emmerich dopo che il regista avrà finito di dirigere Stonewall e i due sequel di Independence Day, tuttavia ad oggi (2025) nessuna nuova trilogia è mai stata realizzata.